# クロス・ツーリズム
クロス・ツーリズム（Cross Tourism）とは、日本のサイクリング車をベースに欧州ヨーロッパのシクロクロスのノウハウや部品が取り入れられたサイクリング用自転車のこと。
現代の言葉で言えばツーリング用シクロクロスであり、このジャンルは50年前から存在する。フランス語的に記述すればCyclo・Cross・Tourismで通常、自転車を意味するフランス語Cycloを省略する。
旅行用自転車(Cyclo・Tourism)×荒地用自転車(Cyclo・Cross)の掛け合わせである。

欧州のシクロクロス＋フランス式ツーリズムの日本的な融合で、特に荒地に対応していることが重要である。
1970年代～1980年代初頭に掛け、類似の独自自転車が当時の有識者・自転車マニアにより多数製作された。
フランス式自転車の影響を色濃く受けており、特にフランス式ツーリズムやランドヌーズの影響を強く受けている構成の自転車がツーリズムであり、フランス流の構成となっている。
数年前まで存在した東京・吉祥寺のゼファーにマニアがオーダーした事例（New Cycling誌の広告頁）に散見される。